# الملكة البيضاء
الملكة البيضاء (بالإنجليزية: The White Queen)‏ هو مُسلسلٌ دراميّ تاريخي بريطاني قَصير مَبنيّ على ثلاثِ روايات من سلسلة حروب أبناءِ العمّ من تأليف الروائيّة فيليبا غريغوري. وعُرضَ لأوّل مرة في بريطانيا على قناة BBC One في 16 يونيو 2013 وعلى قناة ستارز في الولايات المُتّحدة في 9 أغسطس 2013.
أحداثُ المُسلسل مبنيّة على حرب الوردتين التي دارت بين عائلة لانكاستر وعائلة يورك حول الأحق بكرسي العرش في إنجلترا وتبدأ أحداثُه في عام 1464 بعدَ تسع سنواتٍ من بداية الحرب بين العائلتين وتُركّز القصّة على ثلاثِ نساءٍ اللاتي يَسعينَ للسُلطة ويتحرّكون في الخفاء هُنّ إليزابيث وودفيل ومارغريت بوفورت وآن نيفيل. بُنيَ المُسلسل على ثلاثِ روايات، وإليزابيث وودفيل هي الشخصيّة الرئيسيّة في رواية الملكة البيضاء في حينَ أن مارغريت بوفورت وآن نيفيل هما الشخصيّات الرئيسيّان في روايتي الملكة الحمراء وابنة صانع الملوك. وعلى كُلّ حال فإن الروايات الثلاث بُنيَ عليها هذا المسلسل.
في اليوم التالي بعد انتهاء بثّ المُسلسل صَدَر المُسلسل على أقراصِ DVD وBlu-ray، وبعدَ يومين تم تأكيدُ أنّ المُسلسل لن يعودَ لموسمٍ ثانٍ. وفي تصريح في مجلّة Broadcast أخبرت BBC أنّه من المُخطّط أن يكون جُزءاً واحداً وحسب. وفي خَبرٍ في صحيفة دايلي تيليغراف فإنّ قناة ستارز تُخطّط لإنتاج مُسلسلٍ قصيرٍ على نفس سلسلة الروايات ومبنيّ بالذات على رواية الأميرة البيضاء التي صَدَرت في 2013 وتُعتبر من سلسلة حروب أبناءِ العمّ.

## طاقَم العَمل

### آل يورك
- ماكس آيرون بدور إدوارد الرابع: مَلِك إنجلترا.
- ريبيكا فيرغسون بدور إليزابيث وودفيل: الملكة البيضاء زوجة إدوارد الرابع.
- جيمس فرين بدور ريتشارد نيفيل: حفيد جون غونت.
- كارولين غودول بدور سيسلي نيفيل: حفيدة جون غونت.
- ديفيد أوكيس بدور جورج بلانتيجينيه: شقيق إدوارد الرابع.
- أنيورين بارنارد بدور ريتشارد الثالث: شقيق إدوارد الرابع أيضاً.
- فاي مارسيه بدور آن نيفيل: ابنة ريتشارد نيفيل وزوجة ريتشارد الثالث.
- إليانور توملينسون بدور إيزابيل نيفيل: الابنة الكُبرى لريتشاردوزوجة جورج.
- جولييت أوبري بدور آن بيتشامب: والدة آنوإيزابيل نيفيل وهيَ حفيدة إدموند لانغلي.
- سوني أشبورني سركيس بدور أمير ويلز إدوارد الخامس: الابن الأكبر والوريث الشرعي لإدوارد الرابع وإليزابيث وودفيل وهو أيضاً أمير البُرج.
- فريا موفور بدور إليزابيث يورك: البنت الكُبرى للإدوارد الرابع وإليزابيث وودفيل.

### آل لانكاستر
- أماندا هيل بدور مارغريت بوفورت: الملكة الحمراء والدة هنري السابع.
- فيرل بيتنز بدور مارغريت أنجو: زوجة هنري السادس.
- جوي بيتي بدور إدوارد وستمنستر: الابن الوحيد للملك هنري السادس والملكة مارغريت أنجو وتزوّج من آن نيفيل.
- مايكل ماركوس بدور هنري السابع.
- توم ماكاي بدور جاسبر تيودور: عَمُّ الملك هنري السابع.

### مُمثلين إضافيين
- فرانسيس توملتي بدور السيدة باشمب: والدة مارغريت بوفورت.
- مايكل مالوني بدور هنري ستافورد: الزوج الثاني لِمارغريت بوفورت.
- بين لامب بدور أنتوني وودفيل.
- هيو ميتشل بدور ريتشارد ويلز: الأخ الغير شقيق لِمارغريت بوفورت.
- روبرت يانغ بدور ويليام هربرت.
- روبرت بف بدور ريتشارد وودفيل: والد إليزابيث وودفيل.
- روبرت غريفز بدور توماس ستانلي: الزوج الثالث لِمارغريت بوفورت.
- أندرو غوير بدور جورج ستانلي: ابن توماس ستانلي.
- شون دولي بدور روبرت براكنبوري.
- آرثر دارفيل بدور هنري ستافورد.
- إيميلي بيرنغتون بدور جين شور.

## قائمة الحلقات
| رقم الحلقة | العنوان                 | إخراج      | تأليف        | تاريخ البث الأوّل | عدد المُشاهدين في بريطانيا (بالمليون) |
| --- | ----------------------- | ---------- | ------------ | ---------------- | ------------------------------------ |
| 1 | «حُبٌّ مع المَلِك»           | جيمس كينت  | إيما فورست   | 16 يونيو 2013    | 6.75                                 |
| إليزابيث وودفيل امرأةٌ من عامّة الشعب فقدت زوجها اللانكاستري ومُمتلكاتها وترمّلت في إحدى معارِك حرب الوردتين مَمّا دَفعها للوقوف بوجهِ المَلك إدوارد الرابع اليوركي الجديد مُطالبةً إيّاه بإرجاعِ ما نهبتهُ الحرب. يُعجَبُ إدوارد بِها ويَعدُها بتنفيذِ طَلبها ويُرتّب لقاءً آخر بينهما. في اللقاءِ الثاني يُحاوِلُ إدوارد جَذبها جنسيّاً ولكنّها تأبى ذلك فيقوم بالزواج منها سرّاً وبعدَ فَترةٍ يُعلنُ أنّها مَلكةُ إنجلترا الجديدة وَسَطَ عدَمِ رِضى والدته سيسلي. |                         |            |              |                  |                                      |
| 2 | «سَعر القوّة»             | جيمس كينت  | إيما فورست   | 23 يونيو 2013    | 5.70                                 |
| 3 | «العاصفة»               | جيمس كينت  | إيما فورست   | 30 يونيو 2013    | 5.32                                 |
| 4 | «الملكة السيّئة»         | جيمي بين   | ليزا ماغي    | 7 يوليو 2013     | 5.00                                 |
| 5 | «الحرب على اليد الأولى» | جيمي بين   | مالكوم كامبل | 14 يوليو 2013    | 4.56                                 |
| 6 | «الحُب والزواج»          | جيمي بين   | نيكول تايلور | 21 يوليو 2013    | 4.59                                 |
| 7 | «السُمّ والنبيذ»          | كولين تيغو | إيما فورست   | 28 يوليو 2013    | 4.58                                 |
| 8 | «الملك ميت»             | كولن تيغو  | مالكوم كامبل | 4 أغسطس 2013     | 4.35                                 |
| 9 | «أمراء الأبراج»         | كولن تيغو  | إيما فورست   | 11 أغسطس 2013    | 4.16                                 |
| 10 | «المعركة الأخيرة»       | كولن تيغو  | إيما فورست   | 18 أغسطس 2013    | 4.41                                 |

## الإنتاج
تُقدّر ميزانيّة المُسلسل حوالَي 25 مليون جنيه إسترليني وصُوِّرَ خلال 120 يوم في بلجيكا. وقد أُنتِجت نُسختين من المُسلسل حيثُ أنّ النُسخةَ البريطانيّة محذوفةُ المقاطعِ الجنسيّة بشكل عام أما النُسخة الأمريكيّة ففيها المقاطع الجنسيّة بِكثرة.

## استقبال النُقّاد
حَصَد المُسلسل بشكل عامٍ على آراءٍ إيجابيّة. وقد قيّمه موقع الطماطم الفاسدة بـ76% على أساس 17 مُقيّم.

### الترشيحات
رُشِّحَ المُسلسل لنيل ثلاثِ جوائز غولدن غلوب وجائزة إيمي برايم تايم ولكنّه لم يَنَل أيَاً منها.

## روابط خارجية
- الملكة البيضاء على موقع IMDb (الإنجليزية)
- الملكة البيضاء على موقع ميتاكريتيك (الإنجليزية)
- الملكة البيضاء على موقع روتن توميتوز (الإنجليزية)
- الملكة البيضاء على موقع ليتربوكسد (الإنجليزية)
- الملكة البيضاء على موقع كينوبويسك (الروسية)
- الملكة البيضاء على موقع ألو سيني (الفرنسية)
- الملكة البيضاء على موقع قاعدة بيانات الفيلم (الإنجليزية)